# Fungiacyathus pusillus
Espèce
Statut CITES
Fungiacyathus pusillus est une espèce de coraux appartenant à la famille des Fungiacyathidae.

## Liste des sous-espèces
Selon Catalogue of Life (13 décembre 2015) :
- Fungiacyathus pusillus pacificus Cairns, 1995
- Fungiacyathus pusillus pusillus de Pourtalès, 1868

Selon NCBI (13 décembre 2015) :
- Fungiacyathus pusillus pacificus